# 木村俊雄
木村 俊雄（きむら としお、1949年〈昭和24年〉9月17日 - ）は、日本の政治家。神奈川県寒川町長（4期）。

## 来歴
神奈川県高座郡寒川町で生まれる。
寒川町立寒川小学校、寒川町立寒川中学校、神奈川県立茅ケ崎北陵高等学校を経て、1972年（昭和47年）3月、法政大学第一社会学部を卒業。同年4月、寒川町役場に入庁。企画政策部長、町民部長、総務部長などを歴任した。
2010年（平成22年）3月、寒川町役場を退職。同年4月、寒川町社会福祉協議会常務理事に就任。
2011年（平成23年）8月28日、山上貞夫の任期満了に伴う寒川町長選挙に立候補し、現職の山上を破り初当選。
※当日有権者数：38,589人 最終投票率：39.51%（前回比：pts）
| 候補者名 | 年齢 | 所属党派 | 新旧別 | 得票数  | 得票率 | 推薦・支持 |
| -------- | ---- | -------- | ------ | ------- | ------ | ---------- |
| 木村俊雄 | 61   | 無所属   | 新     | 7,673票 | 50.3%  |            |
| 山上貞夫 | 68   | 無所属   | 現     | 7,346票 | 48.2%  |            |

2015年（平成27年）8月30日、任期満了に伴う寒川町長選挙に出馬し、元平塚市職員の石黒昭雄を破り、再選。
※当日有権者数：38,542人 最終投票率：30.16%（前回比： 9.35pts）
| 候補者名 | 年齢 | 所属党派 | 新旧別 | 得票数  | 得票率 | 推薦・支持 |
| -------- | ---- | -------- | ------ | ------- | ------ | ---------- |
| 木村俊雄 | 65   | 無所属   | 現     | 8,256票 | 71.0%  |            |
| 石黒昭雄 | 65   | 無所属   | 新     | 3,075票 | 26.0%  |            |

2019年（令和元年）9月1日、任期満了に伴う寒川町長選挙に出馬し、元寒川町議会議員の三堀清廣を破り、再選。
※当日有権者数：39,772人人 最終投票率：26.75%（前回比： 3.41pts）
| 候補者名 | 年齢 | 所属党派 | 新旧別 | 得票数  | 得票率 | 推薦・支持                         |
| -------- | ---- | -------- | ------ | ------- | ------ | ---------------------------------- |
| 木村俊雄 | 69   | 無所属   | 現     | 7,263票 | 68.3%  | 自由民主党、公明党、立憲民主党など |
| 三堀清廣 | 67   | 無所属   | 新     | 3,153票 | 29.6%  |                                    |

2023年（令和5年）8月30日、任期満了に伴う寒川町長選挙に出馬し、元寒川町議会議長の杉崎隆之、元寒川町議会議員の三堀清廣を破り、再選。※当日有権者数：40,313人 最終投票率：29.96%（前回比：+3.21pts)
開票結果は、当選 木村俊雄（73歳）無所属 現 6,125票 立憲民主党推薦、杉崎隆之（58歳）無所属 新 4,784票 自由民主党推薦、三堀清廣（71歳）無所属 新 978票だった。

## 人物

### 生い立ち
小学生の頃は近所の上級生達と遊び回り、遊び場をめぐって、他の小学生グループと喧嘩したこともあった。
当初は地方公務員になるつもりは無かったが、幼少期に父を亡くして家族で男手は自分ひとりであったことから地元での就職を考え、寒川町役場への入庁を決めた。

### 寒川町職員として
木村は、寒川町役場入庁後、様々な部署を経験していくうちに地元の町役場職員であることの魅力に気づき、中でも都市計画課に配属された時は、「都市計画に関わることで自分の住んでいる町を線引きする、という事に責任の重さと喜びを感じた」と語っている。

### 私生活
趣味はゴルフ。好きな食べ物は野菜や果物。座右の銘は「着眼大局、着手小局」。

## 政策

### 消防本部の統合
2019年（平成31年）3月27日、寒川町消防本部を茅ヶ崎市消防本部に統合する協議書の調印式を行なった。
これは2016年2月から開始された消防司令業務の共同運用で成果が見られたことから、広域化による現場到着時間の短縮、消防に関する費用の削減を図ったもので、2022年4月1日より運用を開始した。
これについて木村は「超高齢化社会でも安心して生活できる地域にするためには不可欠」と語っている。